# Створний
Ство́рний (рос. Створный) — невеликий острів у затоці Петра Великого Японського моря. Знаходиться за 340 м на південь від материка на сході затоки Находка. Адміністративно належить до Находкинського міського округу Приморського краю Росії.

## Географія
Острів скелястий, має білуватий колір, пласка вершина поросла травою. Стрімкі береги обмежені кекурами, підводними та надводними каменями. З'єднаний з материком підводною кам'янистою грядою. Ще одна підводна кам'яниста гряда з глибинами 3,8-9 м тягнеться на південний захід.

## Історія
Острів спочатку називався на честь Новіцького, мічмана пароплава-корвета «Америка». Сучасну назву отримав набагато пізніше.